# František Šimůnek
František Šimůnek   (Zlatá Olešnice, 2 de desembre de 1910 - Zruč nad Sázavou, 17 de juliol de 1989) fou un esquiador de fons, esquiador de combinada nòrdica i saltador amb esquís txec que va competir sota bandera txecoslovaca durant la dècada de 1930.
Durant la seva carrera esportiva va prendre part en tres edicions dels Jocs Olímpics d'Hivern: el 1932 a Lake Placid, el 1936 a Garmisch-Partenkircheni el 1948 a Sankt Moritz. Els millors resultats els aconseguí el 1936, amb una cinquena posició en la cursa dels 4x10 quilòmetres del programa d'esquí de fons i en la combinada nòrdica. En el seu palmarès destaca una medalla de plata al Campionat del Món d'esquí nòrdic de 1933.